# Сырт-Джайлак
Сырт-Джайла́к (укр. Сирт-Джайлак, крымскотат. Sırt Caylaq, Сырт Джайлакъ) — исчезнувшее селение в Первомайском районе Республики Крым, располагавшееся на северо-востоке района, в степной части Крыма, примерно в 2 километрах восточнее современного села Упорное.

## История
Первое документальное упоминание встречается в Камеральном Описании Крыма… 1784 года, судя по которому, в последний период Крымского ханства в Четырлыкский кадылык Перекопского каймаканства входил Кучук Джайлак. После присоединения Крыма к России (8) 19 апреля 1783 года, (8) 19 февраля 1784 года, именным указом Екатерины II сенату, на территории бывшего Крымского Ханства была образована Таврическая область и деревня была приписана к Перекопскому уезду. После Павловских реформ, с 1796 по 1802 год, входила в Акмечетский уезд Новороссийской губернии. По новому административному делению, после создания 8 (20) октября 1802 года Таврической губернии, Сырт-Джайлак был включён в состав Бозгозской волости Перекопского уезда.
По Ведомости о всех селениях в Перекопском уезде состоящих с показанием в которой волости сколько числом дворов и душ… от 21 октября 1805 года в деревне Суртку-Джайлак числилось 11 дворов и 74 жителя, исключительно крымских татар. На военно-топографической карте генерал-майора Мухина 1817 года деревня Кучук жайляв обозначена с 14 дворами. После реформы волостного деления 1829 года Сирен-Джайлак, согласно «Ведомости о казённых волостях Таврической губернии 1829 года» отнесли к Эльвигазанской волости (переименованной из Бозгозской). Видимо, вследствие эмиграции крымских татар в Турцию, деревня заметно опустела и на карте 1836 года в деревне 7 дворов, а на карте 1842 года Сырт-Джайляк обозначен условным знаком «малая деревня», то есть, менее 5 дворов.
В 1860-х годах, после земской реформы Александра II, деревня осталась в составе Ишуньской волости. По обследованиям профессора А. Н. Козловского начала 1860-х годов, вода в колодцах деревни была пресная «но весьма глубокая, от от 25 до 30 саженей и более» (53—64 м). Согласно «Памятной книжке Таврической губернии за 1867 год», деревня Сырт Джайляк лежала в развалинах, покинутая жителями, ввиду эмиграции крымских татар, особенно массовой после Крымской войны 1853—1856 годов, в Турцию. Если на карте Шуберта 1865 года селение ещё обозначено, то на карте с корректурой 1876 года его уже нет и в дальнейшем в доступных документах не встречается.